# Lionel Tschudi
Lionel Tschudi (20 maart 1989) is een Zwitsers voetbalscheidsrechter. Hij is in dienst van FIFA en UEFA sinds 2018.
Op 19 juli 2018 debuteerde Tschudi in Europees verband tijdens een wedstrijd tussen FK Sarajevo en Banants Jerevan in de voorronde van de UEFA Europa League. De wedstrijd eindigde op 3–0. Schnyder gaf drie gele kaarten.
Zijn eerste interland floot hij op 4 juni 2018, toen Marokko met 2–1 won tegen Slowakije.

## Interlands
| Datum       | Plaats              | Wedstrijd           | Uitslag | Competitie        | Kreeg geel | Kreeg voor de tweede keer geel en dus rood | Weggestuurd |
| ----------- | ------------------- | ------------------- | ------- | ----------------- | ---------- | ------------------------------------------ | ----------- |
| 4 juni 2018 | Genève, Zwitserland | Marokko – Slowakije | 2 – 1   | Vriendschappelijk | 3          | 0                                          | 0           |

Laatste aanpassing op 1 oktober 2018